# Andreas Urteil

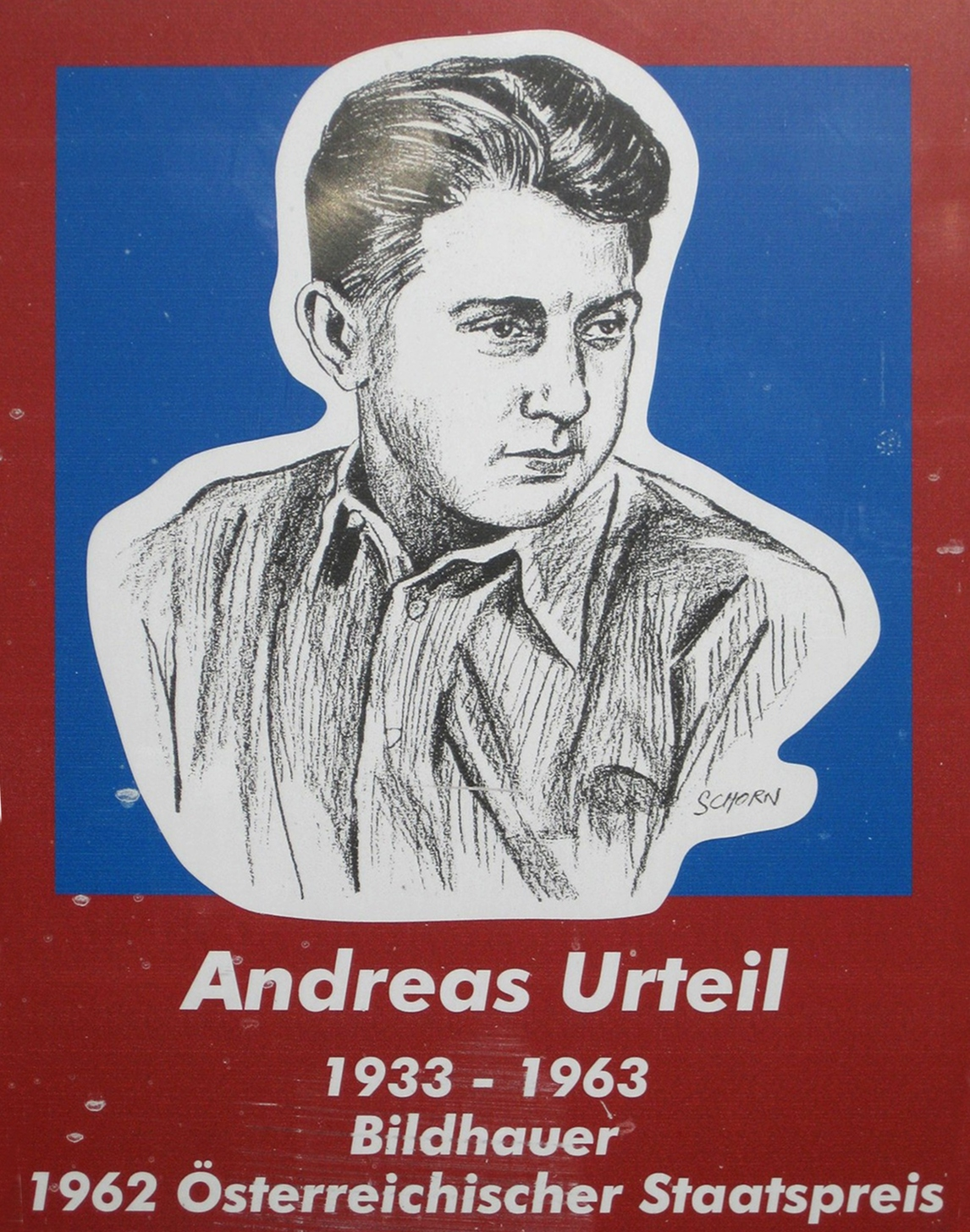
Andreas-Urteil-Weg im Josef-Bohmann-Hof in Donaustadt

Andreas Urteil (* 19. Januar 1933 in Gakovo, Opština Sombor, Königreich Jugoslawien; † 13. Juni 1963 in Wien) war ein österreichischer Bildhauer und Zeichner deutschstämmig-jugoslawischer Abstammung. Er war ein bedeutender Vertreter der künstlerischen Avantgarde der österreichischen Bildhauerei der 1950er und frühen 1960er Jahre.

## Leben und Werk

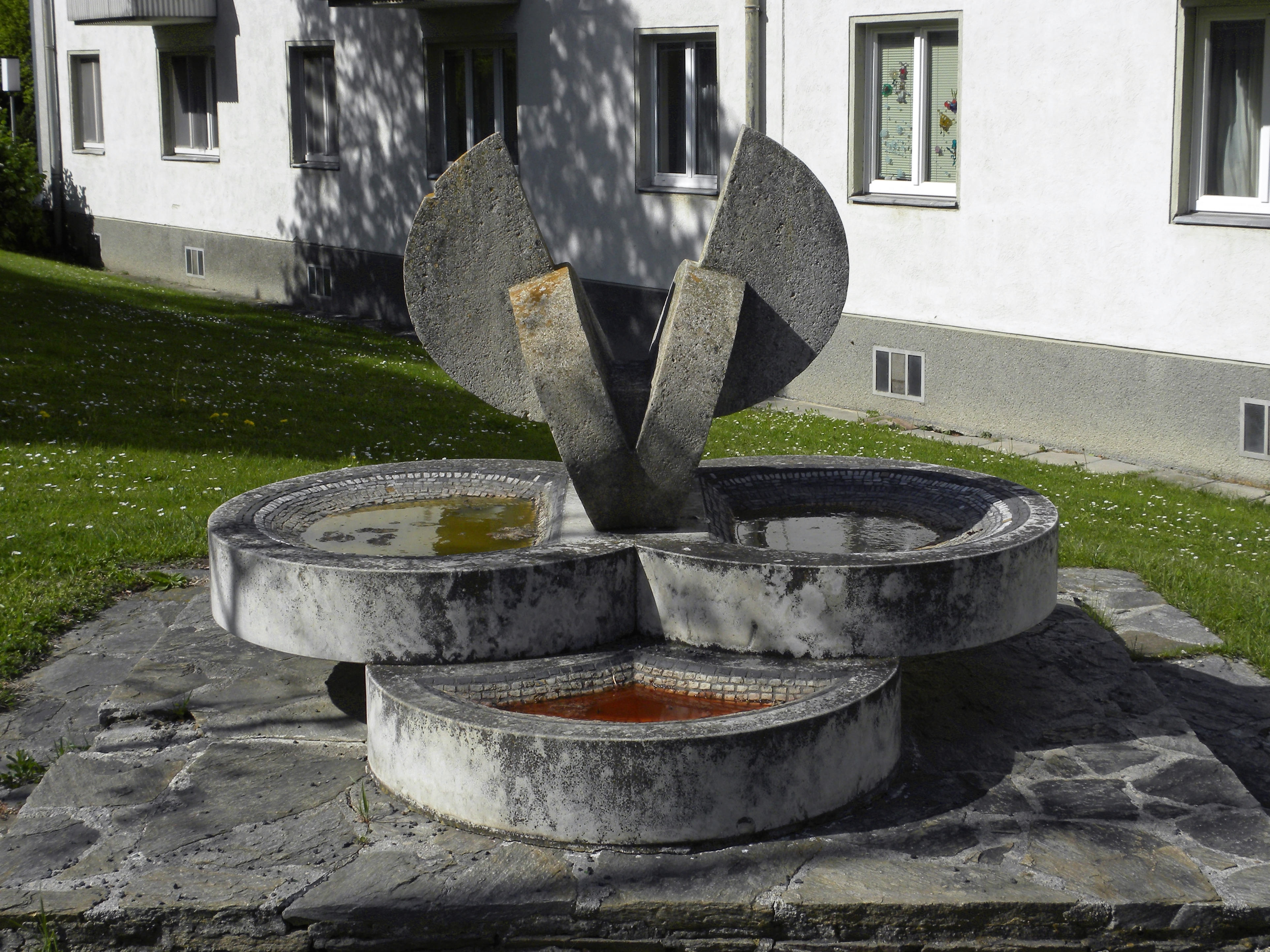
Vogeltränkebrunnen in der Wohnhausanlage Hanselmayergasse 9–15, Wien-Hietzing

Andreas Urteil wurde als Kind einer Familie von Donauschwaben geboren und deutschsprachig erzogen. Sein Vater war ein geprüfter Steinmetzmeister. Im Jahr 1945 wird Urteil mit seiner Mutter und seinem Bruder in einem jugoslawischen Gefangenenlager interniert. Ihnen gelingt aber die Flucht durch Ungarn nach Österreich, wo sie im November 1945 ihren Vater in Wien wieder treffen.
Andreas Urteil war anfangs ab 1947 noch als Autodidakt als Bildhauer und tätig, ab 1948 machte er eine Lehre zum Steinmetz bei der Firma Eduard Hauser in Wien. Abends besuchte er die Kunstklassen an der Volkshochschule und beschäftigte sich mit dem Zeichnen. Ab dem Jahr 1951 studierte er an der Akademie der Bildenden Künste in Wien und war 1953 bis 1954 Meisterschüler von Fritz Wotruba. Seine Kommilitonen im Atelier Wotruba waren unter anderem Roland Goeschl, Joannis Avramidis, Alfred Hrdlicka, Nausica Pastra, Alfred Czerny, Erwin Reiter, Franz Anton Coufal, Rudolf Kedl und Oskar Höfinger.
In den Jahren 1954 und 1957 unternahm Urteil längere Studienreisen nach Italien und studierte dort die Kunst der Renaissance und der Klassischen Antike. In seiner eigenen Bildhauerei orientierte er sich anfangs an diesen Vorbildern.
Ab dem Jahr 1958 begann er seine spontanen Imaginären Figurationen zu schaffen. Er zerstörte seine Frühwerke mit den Anklängen an die klassische Bildhauerkunst und begann seinen eigenen figurativen Stil mit Skulpturen als vereinfachte, menschliche Idealbilder zu gestalten.
Im Jahr 1961 bekam er einen Lehrauftrag für Steinbildhauerei an der Akademie für Bildende Künste in Wien. Ab Ende der 1950er Jahre bekam seine Kunst internationale Aufmerksamkeit. Er stellte in der Wiener Secession, im Wiener Museum des 20. Jahrhunderts, in der Hochschule für Bildende Künste in Berlin und im Palais des Beaux-Arts in Brüssel aus. Im Sommer 1962 nahm er am Bildhauersymposion St. Margarethen im Burgenland teil.
Im Jahr 1963 starb er nach schwerer Krankheit in Wien. Er wurde am Kagraner Friedhof bestattet. Nach seinem Tod wurden seine Arbeiten weiterhin international ausgestellt. Im Jahr 1961 waren seine Arbeiten auf der Biennale de Paris vertreten und im Jahr 1964 mit seinen Knorpelfiguren auf der documenta III in Kassel in der Abteilung „Aspekte 1964“. Seine Skulpturen wurden auch auf den Weltausstellungen in New York City und Montreal und im Museum Ludwig in Köln ausgestellt.
Andreas Urteil hinterließ ein reichhaltiges Lebenswerk aus Zeichnungen und Skulpturen in Stein, Bronze, Holz und Stampfbeton. Er schuf zahlreiche spontan modellierte Knorpelfiguren und imaginäre Figurationen.

## Auszeichnungen
- 1962: Österreichischer Staatspreis für Bildhauerei
- Im Jahr 1977 wurde in Wien-Donaustadt (22. Bezirk) der Andreas-Urteil-Weg nach ihm benannt.